# London, Chatham and Dover Railway
London, Chatham and Dover Railway (LCDR) va ser una companyia de ferrocarril del sud-est d'Anglaterra des de 1859 i 1923 i que fou agrupada arran de la llei ferroviària "Railways Act 1921" en una companyia anomenada Southern Railway. Les seves línies circulaven entre Londres i el nord i est de Kent
Fou coneguda com a "the Clatham" i fou criticada per la poca puntualitat però fou bona en l'efectivitat, seguretat i el sistema de senyalització.